# Anabel González
Anabel González es una experta en desarrollo económico con más de 30 años de experiencia en comercio, inversión, competitividad y el rol del sector privado. Su experiencia abarca organizaciones internacionales, el sector público, la consultoría y la investigación. Actualmente se desempeña como Vicepresidenta de Países del Banco Interamericano de Desarrollo (BID).

## Actividad académica
Anabel González  tiene una licenciatura en Derecho de la Universidad de Costa Rica y un máster en Derecho y Política Comercial Internacional por la Universidad de Georgetown. Además, ha realizado estudios especializados en comercio internacional en el Center for Applied Studies in International Negotiations de Ginebra y en la Universidad de Harvard. 

## Actividad profesional
Anabel González Campabadal fue nombrada Vicepresidenta de Países del Banco Interamericano de Desarrollo (BID) en septiembre de 2023.  Desde esta posición lidera la relación del Banco con sus países miembros, la formulación de estrategias nacionales e iniciativas regionales y la programación y supervisión de las operaciones del sector público del Banco. 
Anteriormente fue Directora General Adjunta de la Organización Mundial del Comercio (OMC), cargo desde el cual facilitó las negociaciones comerciales entre los países miembros del organismo, incluidos los aspectos de la pandemia relacionados con el comercio. También supervisó las divisiones de investigación económica, acceso a los mercados, comercio de servicios e inversión, y propiedad intelectual. Desde este rol fomentó además un programa ampliado de conocimientos en colaboración con otras organizaciones internacionales, gestionó la relación con América Latina y el Caribe y apoyó el posicionamiento estratégico de la OMC.  Al comienzo de su carrera, trabajó para este organismo como Directora de la División de Agricultura de la OMC (2006-2009).
Previamente se desempeñó como Nonresident Senior Fellow en el Peterson Institute for International Economics en Washington D. C., donde realizó investigaciones y publicaciones sobre política comercial e integración económica, además de lanzar la serie virtual de entrevistas, Trade Winds. Simultáneamente, se desempeñó como Asesora Senior de las prácticas de Ventaja Global e Impacto Social en Boston Consulting Group, apoyando a clientes del sector público y privado alrededor del mundo.
Entre el 2014 y el 2018 fue Directora Principal de la Práctica Global sobre Comercio y Competitividad del Banco Mundial, donde implementó soluciones para impulsar la iniciativa privada, fomentar economías dinámicas y apoyar a los gobiernos en la expansión de las oportunidades de mercado.
Desde el 2010 y hasta 2014 asumió el cargo de Ministra de Comercio de Costa Rica, desempeñando un papel fundamental en el proceso de adhesión del país a la Organización para la Cooperación y el Desarrollo Económico (OCDE). Durante este periodo, negoció importantes acuerdos de libre comercio y contribuyó a atraer numerosos proyectos de inversión extranjera directa. También ocupó puestos clave en el gobierno de Costa Rica entre 1991 y 2004, incluyendo Embajadora Especial y Negociadora Jefe (2002-2004), Viceministra de Comercio Exterior (1998-2001) y Directora General de Negociaciones Comerciales (1991-1997). Además, fue Directora General de CINDE (agencia de promoción de inversiones sin ánimo de lucro) en 2001 y 2002.

## Cargos ocupados
- Vicepresidenta de Países (BID) (2023 - Actualidad)
- Directora General Adjunta de la Organización Mundial del Comercio (OMC) (2021-2023).
- Nonresident Senior Fellow en el Peterson Institute for International Economics en Washington D. C. (2018-2021).
- Asesora Senior para las prácticas de Ventaja Global e Impacto Social en el Boston Consulting Group (2018-2021).
- Directora Senior de la Práctica Global sobre Comercio y Competitividad, Banco Mundial (2014-2018).
- Ministra de Comercio Exterior, Ministerio de Comercio Exterior de Costa Rica (2010-2014).
- Consultora Senior en Comercio e Inversión para el BID (2009-2010)
- Directora de la División de Agricultura y Commodities, Organización Mundial del Comercio (2006-2009).
- Embajadora Especial para Asuntos Comerciales con Estados Unidos y Jefe Negociadora para el CAFTA-DR, Ministerio de Comercio Exterior de Costa Rica (2002-2004).
- Directora General, Coalición Costarricense de Iniciativas de Desarrollo (CINDE, 2001-2002).
- Viceministra de Comercio Exterior, Ministerio de Comercio Exterior de Costa Rica (1998-2001).
- Directora General de Comercio Exterior, Ministerio de Comercio Exterior de Costa Rica (1991-1997).

## Otras actividades
- Foro Económico Mundial (WEF) - Ginebra, Suiza. Miembro del Consejo Global sobre el Futuro del Comercio y la Inversión (2023-2024) y (2012-2014). Como Presidenta (2016-2020). Presidenta del Consejo Global sobre Competitividad (2014-2016).
- Grupo de Trabajo sobre Comercio, Inversión y Crecimiento del T20. Copresidenta durante la presidencia de Italia (2021) y la presidencia de Arabia Saudita (2020).
- Cámara de Comercio Internacional (ICC) - París, Francia. Miembro del Grupo Asesor sobre Financiación del Comercio (2020-2021).
- Latin America Journal of Trade Policy - Santiago, Chile. Miembro del Consejo Editorial de la revista principal del Instituto de Estudios Internacionales de la Universidad de Chile (2020-2023).

## Publicaciones
Anabel González ha escrito numerosas publicaciones sobre comercio, inversión y desarrollo económico y ha presentado ponencias en más de 70 países. 